# 日本アクア
株式会社日本アクア（英: Nippon Aqua Co., Ltd.）は、東京都港区に本社を置く日本の企業。硬質ウレタンフォーム使った住宅・建築物断熱材施工販売をする建設会社である。ヤマダホールディングス傘下のヒノキヤグループに属している。

## 事業内容
- 木造住宅住宅向け（断熱材「アクアフォーム」「アクアフォームLITE」、コンクリート建造物向け断熱材「アクアフォームNEO」、硬質ウレタンブローイング材「アクアブロー」）
- 建築物向け断熱材（建築物吹付け防水システム/超速硬化防水「アクアハジクン」、建築物断熱用吹付け硬質ウレタンフォーム 「アクアモエン」）
- 関連資材（通気層確保用遮熱スペーサー、壁用遮熱・透湿・防水シート、基礎気密パッキン、棟換気部材、断熱補助・結露防止）
- 断熱リフォーム（小屋裏・床下リフォーム、 断熱リフォーム用施工システム、ブローイング工法）

## 沿革
- 2004年11月 硬質ウレタンフォームの現場吹付発泡による住宅用断熱材の施工、販売を目的として、名古屋市南区に株式会社日本アクアを設立
- 2005年9月 東京都町田市に東京営業所を開設し、関東地区に進出
- 2007年1月 本社を名古屋市南区から同市瑞穂区に移転
- 2009年2月 ㈱桧家住宅（現 ㈱ヒノキヤグループ）が日本アクア株式を譲受け、同社の連結子会社（持株比率87.5％）となる。
- 2009年4月 本社を名古屋市瑞穂区から横浜市港北区に移転
- 2009年5月 福岡県久留米市に福岡営業所を開設し、九州地区に進出
- 2010年4月 新潟市中央区に新潟営業所を開設し、北陸地区に進出
- 2011年4月 愛媛県松山市に松山営業所を開設し、四国地区に進出
- 2012年6月 札幌市東区に札幌営業所を設置し、北海道に進出
- 2013年12月 東京証券取引所マザーズに株式を上場
- 2014年3月 本社を横浜市港北区から東京都港区に移転
- 2014年12月 名古屋市港区に新社屋を開設
- 2015年4月 佐賀県鳥栖市に新社屋を開設
- 2015年10月 岡山市北区に新社屋を開設
- 2015年11月 大阪市住之江区に新社屋を開設
- 2016年9月 仙台市宮城野区に新社屋を開設
- 2017年6月 さいたま市桜区に新社屋を開設
- 2018年3月 東京証券取引所市場第一部に市場変更
- 2019年7月 不燃性断熱材アクアモエン®を販売開始
- 2019年9月 新潟市東区に新社屋を開設
- 2020年3月 金沢市古府に新社屋を開設
- 2020年4月 厚木市上依知に新社屋を開設
- 2020年8月 秋田市卸町に新社屋を開設
- 2020年10月 ㈱ヤマダホールディングスによる㈱ヒノキヤグループへのTOBが実施され、㈱ヤマダホールディングスの連結子会社となる。
- 2020年11月 松本市野溝木工に新社屋を開設